# Жералдо Азеведо
Жералдо Азеведо (порт. Geraldo Azevedo; Петролина, 11. јануар 1945) је бразилски композитор, пјевач и виолиниста. 

## Биографија
Рођен је 11. јануара 1945. године у Петролини, држава Пернамбуко. Жералдо је био самоук музичар и са дванаест година и изврсно свирао гитару. Средњу школу је похађао у Ресифеу, гдје се прикључио групи Grupo Construção, гдје је упознао велике музичаре тог доба као што су Teca Calazans, Naná Vasconcelos, Toinho Alves и Marcelo Melo.
1967. године, одлази у Рио де Жанеиро, гдје постаје члан групе Eliana Pittman-а, да би послије са Naná Vasconcelos, Nelson Angelo и Franklin основао Quarteto Livre. Група је постојала све до почетка војне диктатуре у Бразилу.
Учествовао је на многим бразилским фестивалима, а послије извођења пјесама 78 Rotações и Planetário, које је извео заједно са пјевачем Alceu Valença, потписао је за Copacabana Records, са којим су снимили први албум под једноставним називом Alceu Valença e Geraldo Azevedo. У својој каријери, осим заједничких пројеката Жералдо је издао и тринаест соло албума.

## Дискографија
* Alceu Valença e Geraldo Azevedo (1972)
* Geraldo Azevedo
* Bicho-de-sete-cabeças
* Inclinações musicais
* For all para todos (1982)
* Tempo tempero (1983)
* A luz do solo (1984)
* Cantoria I (1984)
* Eterno presente (1988)
* Bossa tropical (1989)
* Berekekê (1991)
* Raízes e frutos
* Ao vivo comigo (1994)
* Futuramérica (1996)
* O grande encontro 1 (1996)
* O grande encontro 2 (1997)
* O grande encontro 3 (2000)
* Hoje amanhã (2000)
* O Brasil existe em mim (2007)